# (21203) 1994 PP20
A (21203) 1994 PP20 egy kisbolygó a Naprendszerben. Eric Walter Elst fedezte fel 1994. augusztus 12-én.